# L'Origine du christianisme

L'Origine du christianisme est une série documentaire en dix parties réalisées par Jérôme Prieur et Gérard Mordillat et diffusée sur Arte en 2003. Faisant suite à la série Corpus Christi qui a connu un grand succès d'audience et de critiques universitaires, elle est constituée d'entretiens qui analysent les origines du christianisme.

## Production
La série est composée de dix épisodes de 52 minutes chacun, produits en 2003 par Archipel 33 et Arte.

## Intervenants
- Christian-Bernard Amphoux, du CNRS
- Pier Franco Beatrice, de l'Université de Padoue
- Pierre-Antoine Bernheim
- François Bovon, de la Harvard Divinity School (Cambridge, Massachusetts)
- François Blanchetière, de l'Université Marc Bloch de Strasbourg
- Paula Fredriksen, de l'Université de Boston
- Simon Légasse, de l'Université catholique de Toulouse
- Pierre Geoltrain, de l'École pratique des hautes études (Paris)
- Christian Grappe, de la Faculté de théologie protestante de l’Université de Strasbourg
- Moshe David Herr, de l'Université hébraïque de Jérusalem
- Martin Hengel, de l'Université de Tübingen
- Emmanuelle Main, de l'Université hébraïque de Jérusalem
- Jean-Pierre Lémonon, de la Faculté de théologie de l’Université catholique de Lyon
- Daniel Marguerat, de la Faculté de théologie protestante de l’Université de Lausanne
- Étienne Nodet, de l'École biblique et archéologique française de Jérusalem
- Enrico Norelli, de l'Université libre de Genève
- Serge Ruzer, de l'Université hébraïque de Jérusalem
- Graham Stanton, du Divinity college de l’Université de Cambridge
- Ekkehard W. Stegeman, du Séminaire théologique de l'Université de Bâle
- Daniel Schwartz, de l'Université hébraïque de Jérusalem
- Guy Stroumsa, du Centre pour l’étude du christianisme à l’Université hébraïque de Jérusalem
- David Trobisch, du Séminaire théologique de Bangor (États-Unis)
- François Vouga, de la Kirchliche Hochschule Bethel (Faculté libre de théologie protestante de Bielefeld, Allemagne)

## Liste des épisodes
1. Jésus après Jésus
2. Jacques, frère de Jésus
3. Un royaume qui ne vient pas
4. Querelle de famille
5. Paul, l'avorton
6. Concile à Jérusalem
7. Jours de colère
8. Le Roman des origines
9. Rompre avec le judaïsme
10. Verus Israël